# Cámara de los Señores (Austria)
La Casa de los Señores (en alemán, Herrenhaus) de Austria fue la cámara alta del Reichsrat del Imperio austríaco y posteriormente, de la división conocida como Cisleitania de su sucesor el Imperio austrohúngaro.

## Historia

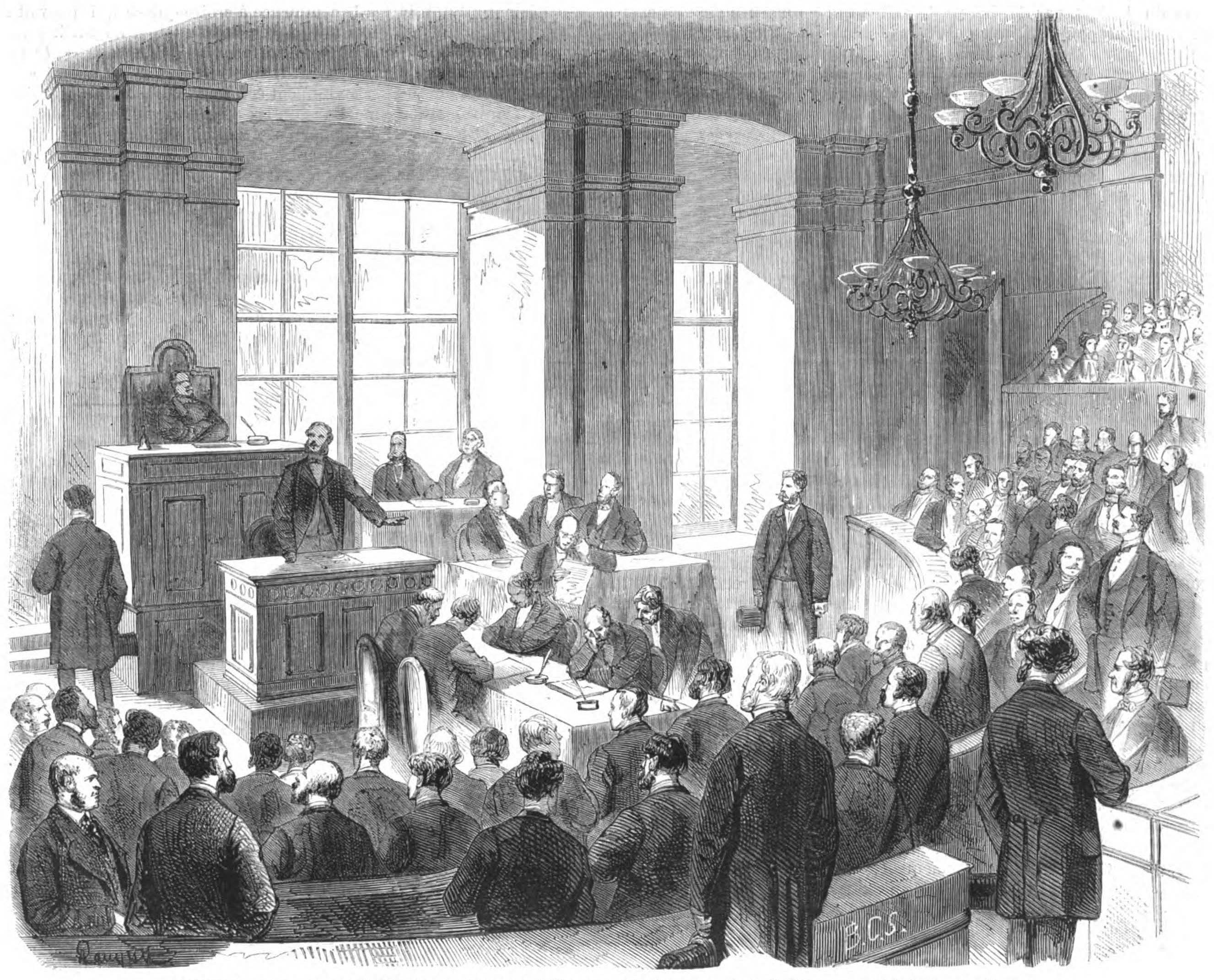
Vista de una sesión de la Herrenhaus en su sede orginiaria, el palacio de la Baja Austria. (Litografía por Pauquet y Cosson-Smeeton a partir de un dibujo de Petrovits, 1868)

La cámara fue establecida en 1861 por medio de la Patente de Febrero. Esta norma estableció un parlamento bicameral con el nombre de Reichsrat (en alemán, Consejo del Imperio) formado por una cámara alta, denominada Casa de los Señores y una cámara baja, Cámara de los Diputados. Su primera sesión se produjo el 29 de abril de 1861. En 1867, tras el establecimiento de la denominada monarquía dual, el imperio austrohúngaro, la cámara se convertirá en la cámara alta de Cisleitania (una de las dos grandes divisiones en que se dividió entonces el imperio), de forma análoga a la Casa de los Magnates en Transleitania. 
El colapso de la monarquía austrohúngara en 1918, trajo consigo la desaparición de la cámara que celebró su última sesión el 30 de octubre de 1918. Esta sesión correspondía era la cuadragésima edición de la vigesimosegunda legislatura.

## Composición
La cámara se componía de miembros hereditarios o vitalicios. En ambos casos, los miembros eran nombrados por el emperador. Clasificándolos según su categoría pueden distinguirse los siguientes tipos de miembros:
- Miembros desde su nacimiento: los archiduques de Austria, mayores de edad (ver categoría).[4]
- Miembros hereditarios, dentro de esta categoría podrían destacarse diferentes grupos:[5]
  - Príncipes miembros de familias soberanas extranjeras como, por ejemplo,
  - Jefes de las siguientes casas príncipescas:
    - Mediatizadas: Lobkowitz , Dietrichstein , Auersperg , Fürstenberg , Schwarzenberg , Thurn and Taxis , Colloredo , Khevenhüller , Hohenlohe-Langenburg , Starhemberg , Salm-Raitz , Orsini-Rosenberg , Schönburg-Hartenstein , Metternich , Windisch-Graetz , Trauttmansdor
    - No mediatizadas: Dietrichstein , Lubomirski , Porcia , Lamberg , Kinsky , Clary , Paar , Czartoryski , Sanguszko , Rohan , Windisch-Graetz , Collalto , Sapieha , Montenuovo , Beaufort , Thun

  - Jefes de las siguientes casas condales:
    - Mediatizadas:  Schönborn , Wurmbrand , Kuefstein , Harrach .
    - No mediatizadas: Schlik , Lodron , Hardegg , Montecuccoli , Thurn y Valsassina , Buquoy , Tarnowski , Althann , Czernin , Waldstein , Thun , Attems , Des Fours , Herberstein , Nostitz , Ungnad von Weißenwolff , Vetter , Traun , Brandis , Trapp , Serényi, Sternberg , Kaunitz , Lamberg , Kolowrat , Hoyos , Kinsky , Falkenhayn , Goëss , Kálnoky , Wratislaw , Zierotin , Podstatzky , Haugwitz , Potocki , Gołuchowski , Lanckoroński , Lewicki , Westphalen , Mensdorff , Miniscalchi , Papafava , Meran , Badeni ,Colleoni , Venier , Vrints , Pécs , Widmann-Sedlnitzky , Dobrženský , Walterskirchen , Gudenus , Sedlnitzky , Ludwigstorff , Wassilko von Serecki .

  - Jefes de las siguientes casas baroniales: Walterskirchen (condal desde 1907), Locatelli , Dalberg , Kotz , Hackelberg , Gudenus (condal desde 1907), Sternbach , Ludwigstorff (condal desde 1910), Wassilko von Serecki (condal desde 1918).
  - Jefes de tres familias margraviales: Canossa , Cavriani y Guidi .
- Miembros vitalicios, entre los que se contaban eminentes científicos, académicos, políticos o industriales.[6]
- Miembros eclesiásticos, era miembros por razón del cargo eclesiástico que ostentaban:[7]
  - Católicos: aquellos arzobispos y obispos de Cisleitania con el rango de príncipe (por ejemplo, los príncipes-arzobispos de Viena, Praga y los príncipes-obispos de Breslavia, Liubliana o Gurk)
  - Ortodoxos: otros arzobispos y obispos de la iglesia ortodoxa en Cisleitania.

La cámara era presidida por un presidente y tres vicepresidentes elegidos entre sus miembros.

## Sede

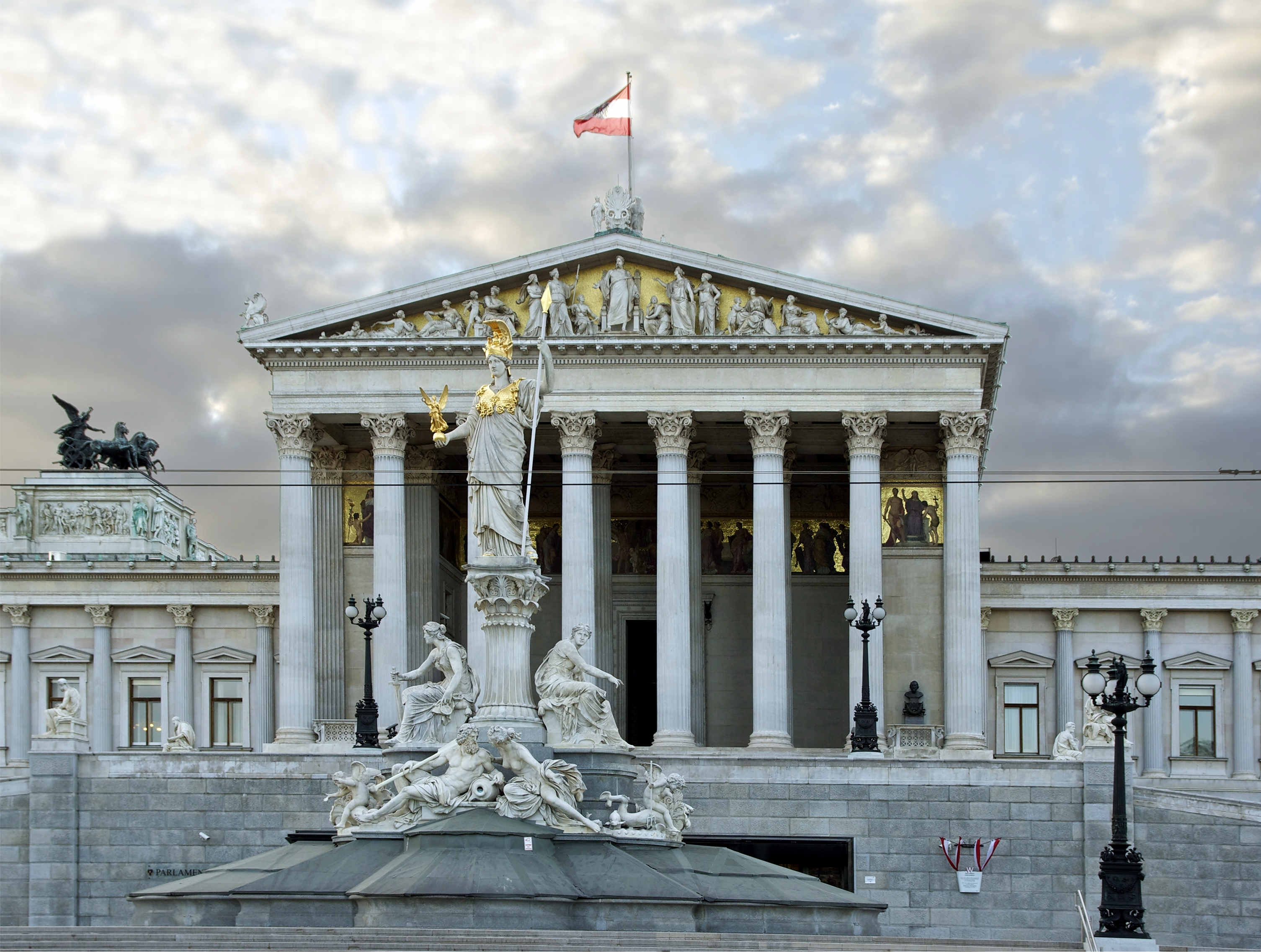
El suntuoso edificio diseñado por Hansen como sede del Reichsrat. En la actualidad es la sede del Parlamento de Austria.

En sus inicios la cámara tuvo como sede el Palais Niederösterreich (en alemán, palacio de la Baja Austria) en la elegante Herrengasse de Viena. Con la construcción del nuevo edificio del Reichsrat en la Ringstrasse, la cámara se trasladó al edificio teniendo en él su primera sesión el 4 de diciembre de 1883. La sala de sesiones reservada a la Herrenhaus era una amplia sala en forma de hemiciclo, con tribunas sostenidas por caríatides, todo ello en el estilo neogriego propio del edificio, obra de Teophil von Hansen.